# Rhotana albata
Rhotana albata är en insektsart som beskrevs av Melichar 1903. Rhotana albata ingår i släktet Rhotana och familjen Derbidae. Inga underarter finns listade i Catalogue of Life.